# Amarillo Slim
Thomas Austin Preston Jr. (31 décembre 1928 - 29 avril 2012), dit Amarillo Slim, est un parieur et joueur de poker professionnel.

## Biographie
Il naît le 31 décembre 1928 à Johnson dans l'Arkansas. Après une enfance paisible passée à Amarillo, petite ville texane où s'est installée sa famille, et à la suite d'un passage de deux ans dans l'armée, il devient un professionnel du billard affublé d'une réputation de tricheur.
Dans les années 1950, il noue une amitié solide avec Doyle Brunson et Brian "Sailor" Robert (en), deux fameux joueurs de poker. Les trois parieurs mettent leur argent en commun et parcourent le Texas, encore sauvage, à l'affût de paris et de parties clandestines. L'association des trois "rounders" (joueurs parcourant les États-Unis à la recherche de parties à gros enjeux), prend fin au début des années 1970 lorsqu'ils décident de se rendre à Las Vegas, voyage au cours duquel ils perdent tout leur argent aux tables. Ils tentent de s'improviser bookmakers, mais connaissent des démêlés avec les autorités sous la présidence de John F. Kennedy.
Thomas « Amarillo » Slim s'illustre en remportant son premier championnat du monde de poker en 1972, lors du Main event des World Series of Poker (WSOP) qui ne compte que huit participants. Reconnu comme l'un des pionniers du poker moderne, il devient après sa victoire une figure médiatisée du monde des tables et contribue à la démocratisation de ce jeu auprès du grand public.
Selon Crandall Addington, membre du Poker Hall of Fame qu'Amarillo Slim intègre en 1992: « Slim est l'homme qui a permis au poker de grandir et aux gens de comprendre que le jeu n'était pas un repaire de gangsters et de voyous. » Le vainqueur du WSOP 1972 est invité à plusieurs reprises sur le plateau de l'émission Tonight Show de Johnny Carson, mais aussi de Good Morning America sur ABC.
Outre sa victoire aux WSOP 1972, il décroche trois autres bracelets : un 1 000 $ NHL en 1974, un 5 000 $ PLO en 1985 et un nouveau 5 000 $ PLO en 1990. En 2007, il participe au Senior Event des WSOP et atteint l'argent.
Reconnaissable à son costume, son chapeau, ses bottes de cow-boy et sa taille longiligne à laquelle il doit une partie de son surnom, Thomas "Amarillo" Slim Preston est connu pour être un parieur invétéré, vainqueur de nombreux défis plus ou moins audacieux. Sa capacité déconcertante à faire flancher ses adversaires les plus coriaces, son étonnante résistance physique et morale et son talent lui permettent de remporter plusieurs tournois et parties de haut-niveau. Mais son amour des paris, dont il ne se départ jamais, le pousse à faire des gageures incroyables. Par exemple, il bat Willie Nelson aux dominos pour 300 000 $ et défait Minnesota Fats (en) au billard à l'aide d'un manche à balai. En 2009, il défie et bat son ami Doyle Brunson dans une course de scooter électrique dans les couloirs du Rio.
En 2003, il est au centre d'une affaire complexe d'attouchements sur mineur. Slim écope d'une amende de 4 000 $ et de deux ans de prison avec sursis mais plaide son innocence, affirmant n'être coupable d'aucune des charges dont il était accusé. Il bénéficie du soutien de son ami Doyle Brunson, mais sa réputation au sein du monde du poker souffre de cette affaire, ce qui le pousse à s'éloigner des tables.
La même année, il publie son autobiographie Amarillo Slim in a World Full of Fat People (Amarillo Slim : ma vie est un pari), dans laquelle il affirme avoir joué avec les présidents américains Lyndon B. Johnson et Richard Nixon. Le projet d'un film biographique sur la vie du joueur avec l'acteur Nicolas Cage dans le rôle-titre a été étudié avant d'être abandonné.
La fin de sa vie est marquée par plusieurs agressions à main armée. En 2006, il est victime d'une tentative de vol et reçoit trois balles dans sa voiture. L'année suivante, il est cambriolé et agressé dans son appartement. En janvier 2009, il est violemment brutalisé alors qu'il essaie de récupérer une dette de jeu et séjourne à l'hôpital.
Thomas "Amarillo" Slim Preston Jr. meurt le 29 avril 2012 à l'âge de 83 ans des suites d'un cancer contre lequel il se battait depuis plusieurs années.
L'étonnant parcours d'Amarillo Slim a inspiré plusieurs compositeurs comme John Lutz Ritter qui lui rend hommage dans sa chanson Do you dare make a bet with Amarillo Slim?. En 2010, le groupe de rock français Merzhin sort l'album Plus loin vers l'ouest où figure une chanson intitulée Amarillo Slim.

## Bracelets WSOP
| Année | Tournoi                                      | Gains (USD) |
| ----- | -------------------------------------------- | ----------- |
| 1972  | 10 000 $ No Limit Hold'em World Championship | 60 000 $    |
| 1974  | 1 000 $ No Limit Hold'em                     | 11 100 $    |
| 1985  | 5 000 $ Pot Limit Omaha                      | 85 000 $    |
| 1990  | 5 000 $ Pot Limit Omaha                      | 142 000 $   |